# Megaselia crocea
Megaselia crocea är en tvåvingeart som beskrevs av Borgmeier 1967. Megaselia crocea ingår i släktet Megaselia och familjen puckelflugor. Inga underarter finns listade i Catalogue of Life.